# Chrysopilus fulvidus
Chrysopilus fulvidus är en tvåvingeart som beskrevs av Jacques-Marie-Frangile Bigot 1891. Chrysopilus fulvidus ingår i släktet Chrysopilus och familjen snäppflugor.
Artens utbredningsområde är Elfenbenskusten. Inga underarter finns listade i Catalogue of Life.